# David Luchino Visconti

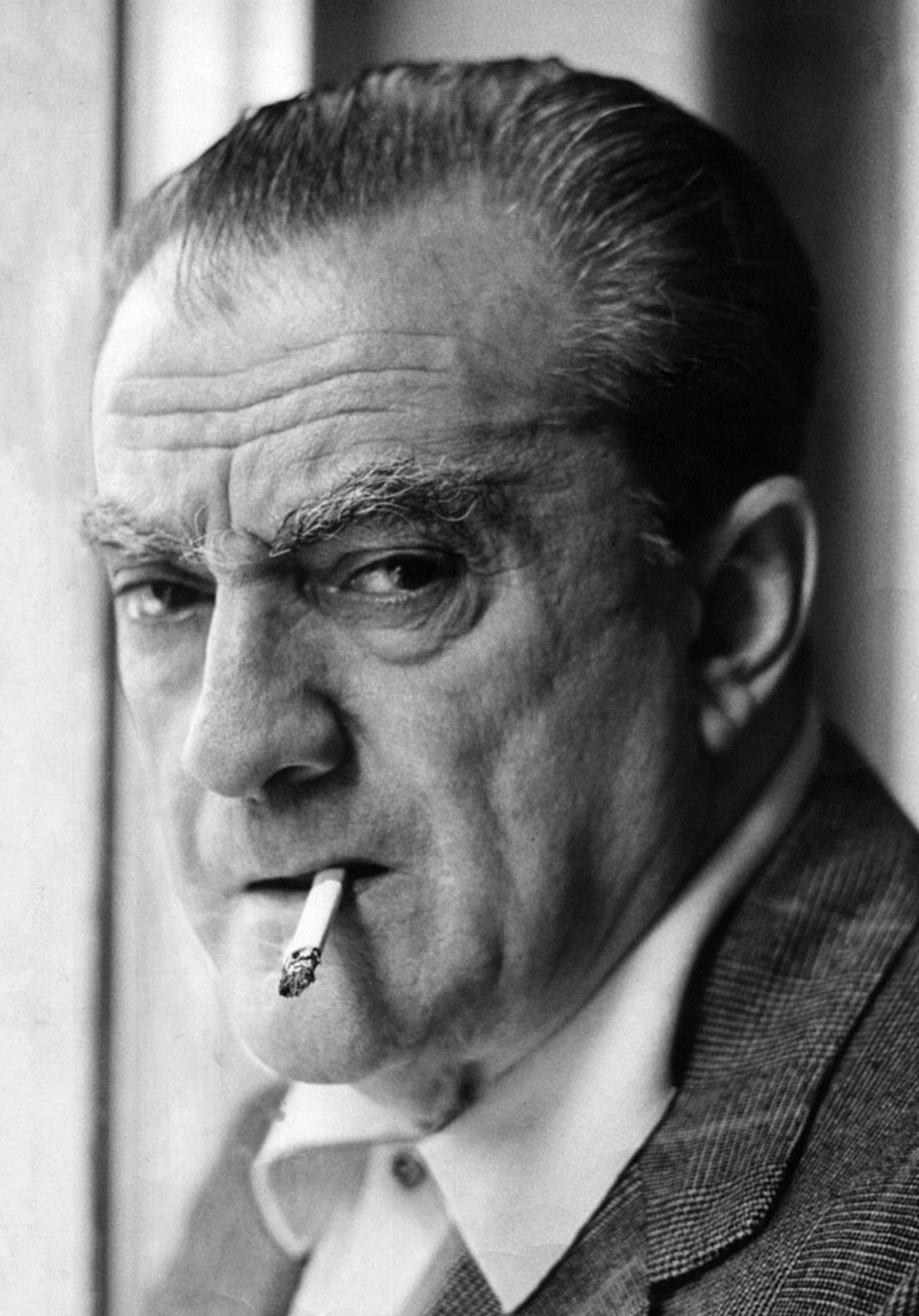
Le réalisateur italien Luchino Visconti, 1972.

Le David Luchino Visconti est une récompense cinématographique italienne décernée annuellement par l'Académie du cinéma italien dans le cadre des David di Donatello. Ce prix est nommé en hommage au réalisateur italien Luchino Visconti. Il est décerné de 1976, date de la mort de Visconti, à 1995. Il récompense la carrière et le travail d'une personnalité du cinéma et ce sans critère de nationalité.

## Palmarès

### Années 1970
- 1976 : Michelangelo Antonioni
- 1977 : Robert Bresson
- 1978 : Andrzej Wajda
- 1979 : Rainer Werner Fassbinder

### Années 1980
- 1980 : Andreï Tarkovski
- 1981 : François Truffaut
- 1982 : Cesare Zavattini
- 1983 : Orson Welles
- 1984 : Federico Fellini
- 1985 : Rouben Mamoulian et István Szabó (ex æquo)
- 1986 : Ingmar Bergman, Suso Cecchi D'Amico et Giuseppe Rotunno (ex æquo)
- 1987 : Alain Resnais
- 1988 : Stanley Kubrick
- 1989 : Paolo et Vittorio Taviani

### Années 1990
- 1990 : Éric Rohmer
- 1991 : Marcel Carné
- 1992 : Ermanno Olmi
- 1993 : Edgar Reitz
- 1994 : Manoel de Oliveira
- 1995 : Pupi Avati

## Source
- (it) Cet article est partiellement ou en totalité issu de l’article de Wikipédia en italien intitulé « David Luchino Visconti » (voir la liste des auteurs).